# Tourgo-Silmi-Mossi
Tourgo-Silmi-Mossi est une localité située dans le département de Bassi de la province du Zondoma dans la région Nord au Burkina Faso.

## Histoire
Le nom du village vient de son peuplement historique Silmi-Mossi soit un métissage entre populations Peulh et Mossi.

## Santé et éducation
Le centre de soins le plus proche de Tourgo-Silmi-Mossi est le centre de santé et de promotion sociale (CSPS) de Bassi tandis que le centre médical se trouve à Gourcy.